# Geneza
Geneza sau Facerea este prima carte a Pentateuhului (a celor Cinci Cărți ale lui Moise), deci și a Vechiului Testament și Tanakhului.

## Titlu
În limba ebraică se numește בְּרֵאשִׁית (Bereșit, La început), după primul ei cuvânt. În Septuaginta (LXX), traducerea Bibliei ebraice în elenă, e denumită Γένεσις, (Ghenesis, sau în pronunția neo-greacă Iénesis) adică Facerea, sau originea sau nașterea), iar în traducerea latină (Vulgata), asemănător: Genesis sau Liber Genesis (cartea Facerii).

## Compoziție
Tradiția iudaică și cea creștină îi atribuie lui Moise scrierea cărții. Conform ipotezei documentare, cartea Genezei ar fi fost alcătuită de redactorii ei pe baza a trei surse primare: J, E și P. Din J ar proveni Gen. 2.4b-25 (a doua relatare a Creației), 3.1-24 (căderea în păcat), 4.1-16 (Cain și Abel), 6.1-4 (nefilim), 6-9 (cu P, potopul), 11.1-9 (Turnul Babel); 12.1-13.18 (plecarea lui Avram din Ur în Canaan), 16 (izgonirea servitoarei Hagar și a fiului ei Ismael), 18-19 (distrugerea Sodomei și Gomorei), 24 (căsătoria lui Isac cu Rebeca), 26 (Isac și Abimelek), 29 (nașterea copiilor lui Iacob), 34 (distrugerea cetății Sihem), 37-50 (cu E și P, narațiunea despre Iosif). Lui E îi sunt atribuite Gen. 20.1-18 (Avraam și Abimelek), 22.1-10, 22.16b-19 (jertfirea lui Isac), 32.22-32 (lupta lui Iacob cu El). Din P ar proveni Gen. 1.1-2.4 (prima relatare a Creației), 5.1-28, 5.30-32 (descendenții lui Set), 10 (lista națiunilor), 11.10-26 (descendenții lui Sem), 17 (legământul circumciziei) și 23 (cumpărarea de către Avraam a peșterii Macpela ca mormânt pentru soția sa Sarah).
Istoria Primară formează capitolele de la începutul Torei, cele cinci cărți care discută despre istoria și originile poporului Israel. Aceasta a primit ceva similar cu forma ei actuală în secolul V î.Hr., dar Geneza 1-11 prezintă prea puține legături cu restul Bibliei: de exemplu, numele personajelor sale și geografia sa - Adam (om) și Eva (viață), Țara lui Nod („Plimbare”) ș.a.m.d. - sunt simbolice mai degrabă decât reale, și aproape niciunul din persoanele, locurile și poveștile menționate acolo nu apar în alte părți. Aceasta a făcut ca cercetătorii să presupună că Istoria Primară este o compunere târzie care a fost atașată la Geneză și la Pentateuh pentru a servi drept introducere. Cât de târzie era este subiect de dezbateri: la o extremă sunt cei care o văd drept produs al perioadei elenistice, caz în care nu poate fi mai recentă decât primele decenii ale secolului IV î.Hr.; iar la cealaltă susa iahvistă a fost datată de unii cercetători, în mod notabil de John Van Seters, la perioada exilică pre-persană (secolul VI î.Hr.) tocmai din cauză că Istoria Primară conține atât de multe influențe babiloniene sub formă de mituri. Istoria Primară se bazează pe două „surse” distincte, sursa preoțească și ceea ce este uneori numită „ne-preoțească”; cu privire la Adam și Eva din Cartea Genezei termenii „ne-preoțească” și „iahvistă” pot fi priviți drept sinonime.

## Conținut

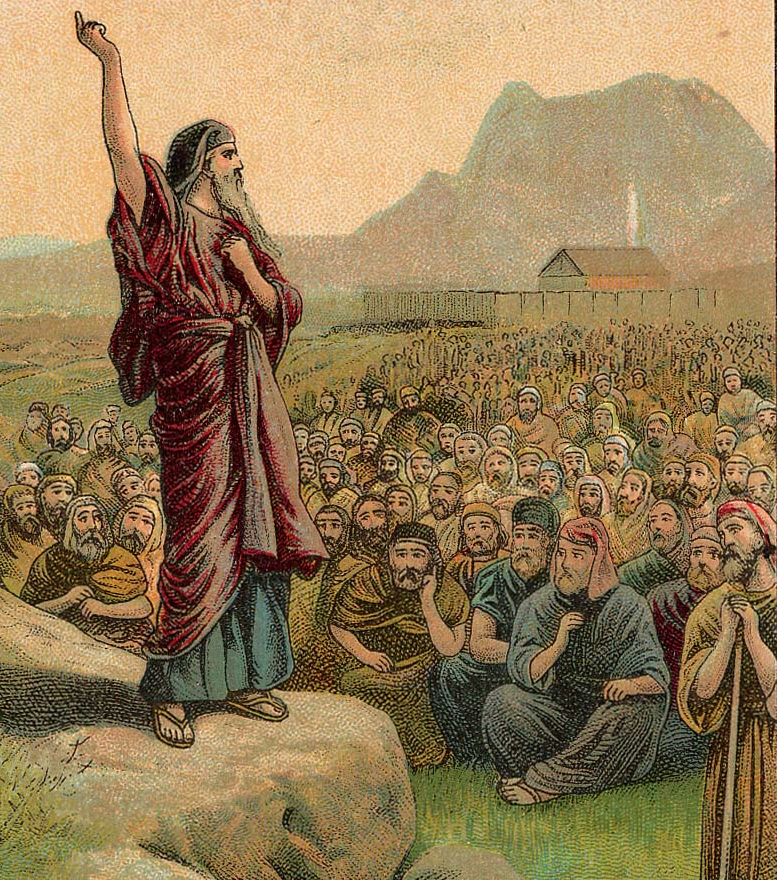
Moise, considerat autorul Genezei

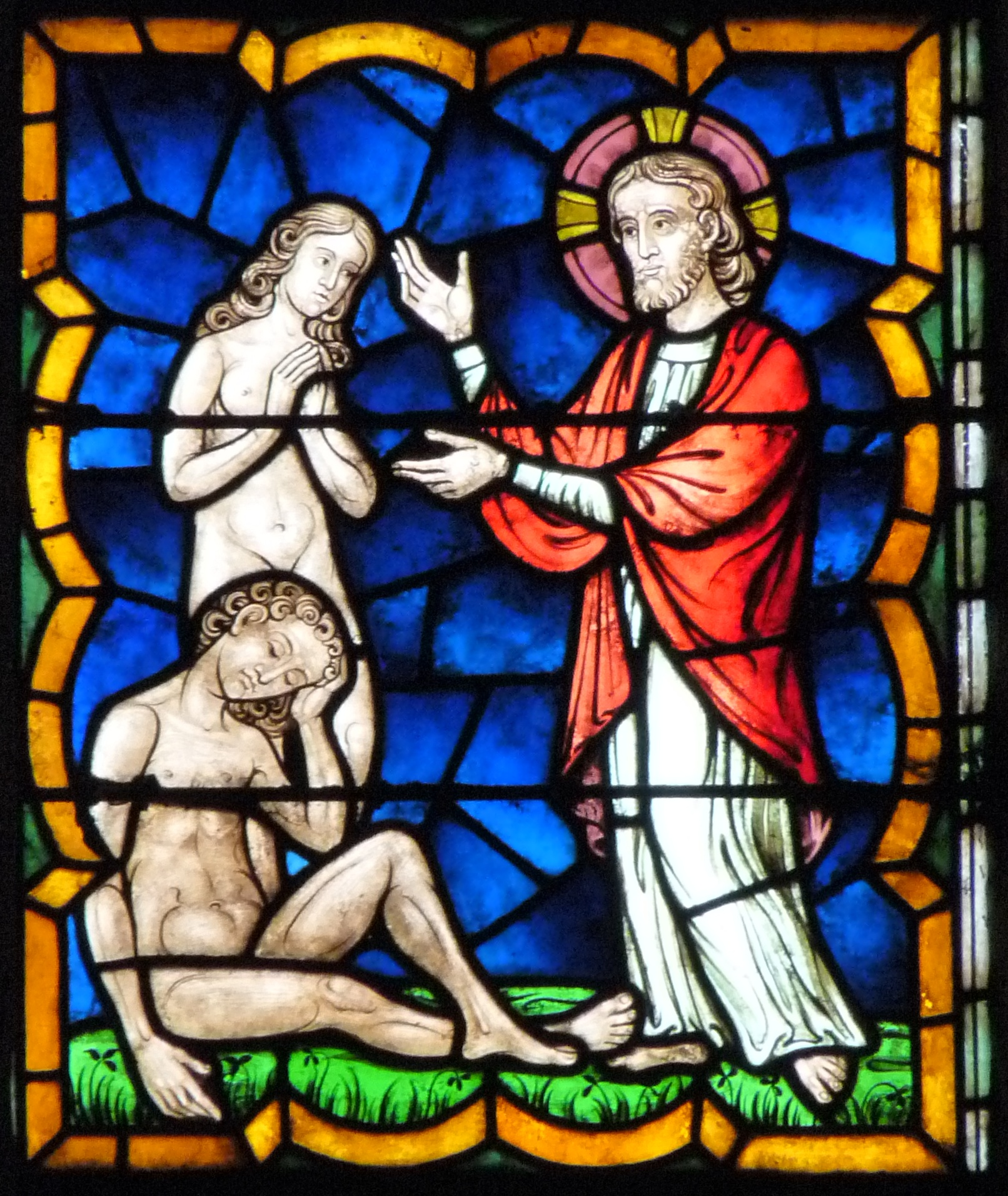
Crearea lui Adam și a Evei

De obicei, cartea Genezei e împărțită în două secțiuni mari:
1. Istoria începuturilor (1-11), conține texte preponderent mitologice[9][10]
2. Istoria patriarhilor (12-50)

### Istoria începuturilor
1. Prima relatare a Creației (1.1-2.4a)
2. A doua relatare a Creației (2.4b-25)
3. Căderea în păcat (3)
4. Cain și Abel (4)
5. Descendenții lui Set (5)
6. Potopul (6-9)
7. Lista națiunilor (10)
8. Turnul Babel (11.1-9)
9. Descendenții lui Sem (11.10-26)
10. Familia lui Avraam (11.27-32)

### Istoria patriarhilor
1. Avraam (12-25.11)
2. Ismael (25.12-18)
3. Isac (25.19-27)
4. Iacov (28-35)
5. Esau (36)
6. Iosif (37-50)

## Creația din neant
De remarcat că doctrina creării lumii din nimic (creatio ex nihilo) nu este o doctrină biblică, ea apărând abia în secolul al II-lea e.n., deși unii cercetători susțin că acesta nu e un motiv de a crede că nu este o doctrină biblică.